# الجامدو
الجامدو (به لاتین: Aljamdu) یک منطقهٔ مسکونی در گامبیا است که در North Bank Division واقع شده‌است.

## خصوصیات
الجامدو ۱٬۱۰۰ نفر جمعیت دارد.